# العلاقات القبرصية الكوبية
العلاقات القبرصية الكوبية هي العلاقات الثنائية التي تجمع بين قبرص وكوبا.

## مقارنة بين البلدين
هذه مقارنة عامة ومرجعية للدولتين:
| وجه المقارنة                                              | قبرص                                                                 | كوبا                              |
| --------------------------------------------------------- | -------------------------------------------------------------------- | --------------------------------- |
| المساحة (كم2)                                             | 9.24 ألف                                                             | 109.88 ألف                        |
| عدد السكان (نسمة)                                         | 1.14 مليون                                                           | 11.48 مليون                       |
| الكثافة السكانية (ن./كم²)                                 | 123.38                                                               | 104.48                            |
| العاصمة                                                   | نيقوسيا                                                              | هافانا                            |
| اللغة الرسمية                                             | اليونانية الحديثة، اللغة التركية، لغة يونانية                        | اللغة الإسبانية                   |
| العملة                                                    | يورو، جنيه قبرصي                                                     | بيزو كوبي، بيزو كوبي قابل للتحويل |
| الناتج المحلي الإجمالي (بليون دولار)                      | 21.65 مليار                                                          | 87.13 مليار                       |
| الناتج المحلي الإجمالي (تعادل القوة الشرائية) بليون دولار | 26.73 مليار                                                          |                                   |
| الناتج المحلي الإجمالي الاسمي للفرد دولار أمريكي          | 23.24 ألف                                                            |                                   |
| الناتج المحلي الإجمالي للفرد دولار أمريكي                 | 30.24 ألف                                                            |                                   |
| مؤشر التنمية البشرية                                      | 0.850                                                                | 0.769                             |
| رمز المكالمات الدولي                                      | +357                                                                 | +53                               |
| رمز الإنترنت                                              | .cy                                                                  | .cu                               |
| المنطقة الزمنية                                           | ت ع م+02:00، ت ع م+03:00، توقيت شرق أوروبا، توقيت شرق أوروبا الصيفي ‏ | 00                                |

## منظمات دولية مشتركة
يشترك البلدان في عضوية مجموعة من المنظمات الدولية، منها:
| علم المنظمة | اسم المنظمة                   | تاريخ انضمام قبرص | تاريخ انضمام كوبا |
| ----------- | ----------------------------- | ----------------- | ----------------- |
|             | منظمة التجارة العالمية        | ?                 | ?                 |
|             | المنظمة الهيدروغرافية الدولية | ?                 | ?                 |
|             | منظمة حظر الأسلحة الكيميائية  | ?                 | ?                 |
|             | الأمم المتحدة                 | 20 سبتمبر 1960    | 24 أكتوبر 1945    |
|             | الاتحاد الدولي للاتصالات      | 24 أبريل 1961     | 16 يناير 1918     |
|             | منظمة الشرطة الجنائية الدولية | ?                 | ?                 |
|             | الاتحاد البريدي العالمي       | ?                 | ?                 |
|             | يونسكو                        | 6 فبراير 1961     | 29 أغسطس 1947     |

## وصلات خارجية
- موقع وزارة الخارجية القبرصية
- موقع وزارة الخارجية الكوبية